# Sillerpeton
Sillerpeton permianum es una especie extinta de lepospóndilo (perteneciente al grupo Aistopoda) que vivió a comienzos del período Pérmico en lo que hoy son los Estados Unidos. 